# Бенсвил (Мериленд)
Бенсвил (енгл. Bensville) насељено је место без административног статуса у америчкој савезној држави Мериленд.

## Демографија
По попису из 2010. године број становника је 11.923, што је 4.598 (62,8%) становника више него 2000. године.
| Група             | 2000.         | 2010.         |
| Белци             | 5.512 (75,2%) | 5.131 (43,0%) |
| Афроамериканци    | 1.320 (18,0%) | 5.319 (44,6%) |
| Азијати           | 170 (2,3%)    | 507 (4,3%)    |
| Хиспаноамериканци | 161 (2,2%)    | 519 (4,4%)    |
| Укупно            | 7.325         | 11.923        |